# Memecylon fugax
Espèce
Memecylon fugax R.D. Stone est une espèce de plantes à fleurs de la famille des Melastomataceae. Endémique du Cameroun, elle a été découverte dans la région du Sud. 